# Weßnig
Weßnig ist ein Ortsteil der Stadt Torgau im Landkreis Nordsachsen in Sachsen.

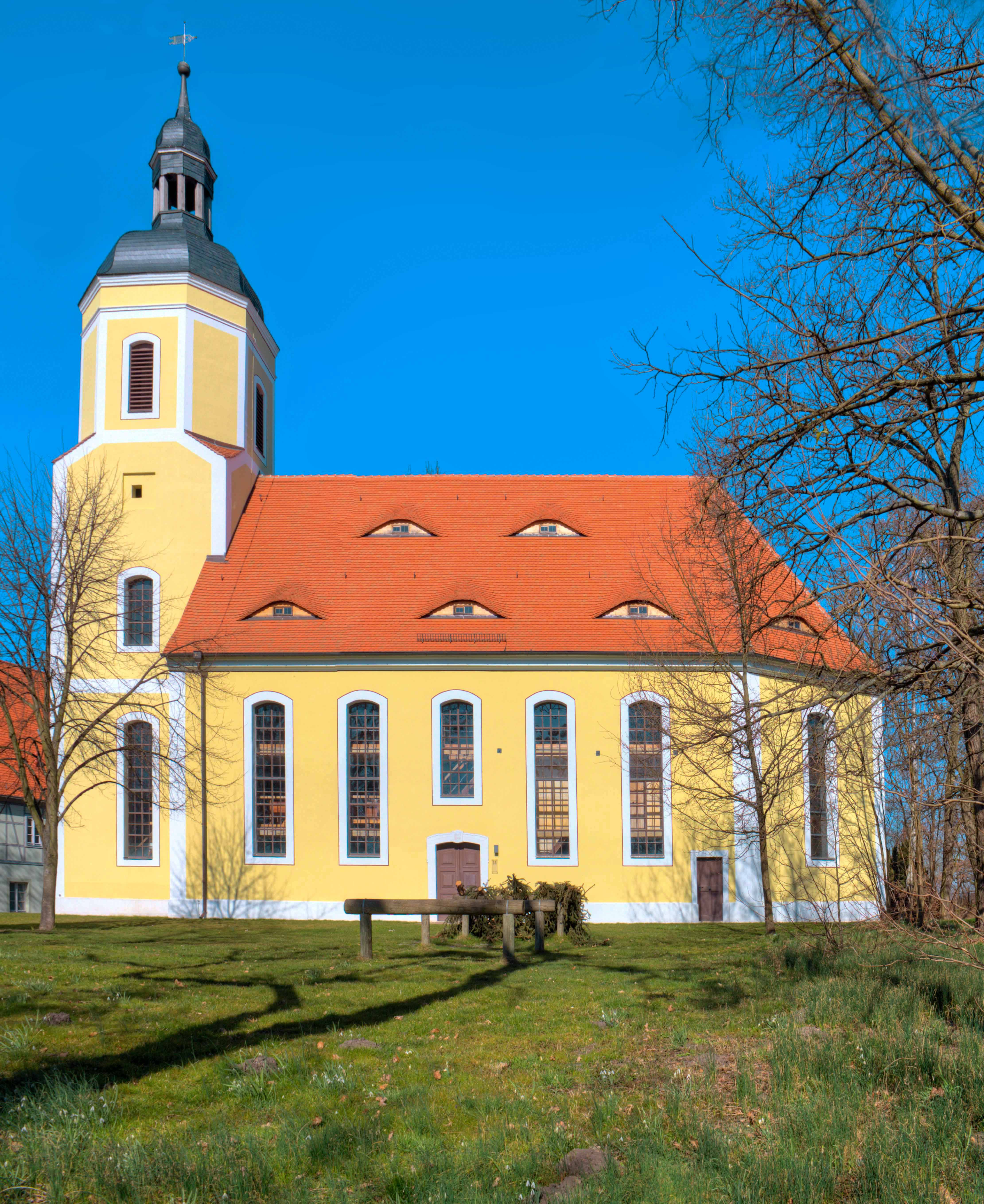
Radfahrerkirche in Weßnig

## Lage
Weßnig liegt südöstlich der Stadt Torgau an der Bundesstraße 182 auf einer Sandetage im Elbtal.

## Geschichte
1215  wurde ein Herrensitz des Otto de Weznig, de Wezenich erstmals für die Ansiedlung genannt.
1330 nannte man ein Gut, dann ein Rittergut, das bis 1880 wirtschaftete. Im Ort lebten 1552 28 Personen, 1818 waren es 194, 1950 617 und 1990 392 Seelen. Der Ortsname unterlag im Laufe der Zeit kleinen Änderungen, bevor Weßnig geschrieben worden ist.
1243 wurde bereits die Pfarrkirche erwähnt, an die heute die Ortsteile Benken, Bennewitz, Kranichau, Kunzwerda, Mehderitzsch und Pülswerda angeschlossen sind.
Die übergeordneten Behörden hatten stets den Sitz in Torgau, aber immer unter Berücksichtigung der jeweiligen Gesellschaftsordnung. Am 20. Juli 1950 wurde die bis dahin eigenständige Gemeinde Bennewitz eingegliedert.
Am 1. Januar 1994 wurden die Gemeinden Weßnig, Beckwitz, Loßwig, Mehderitzsch und Staupitz zu einer neuen Gemeinde Pflückuff zusammengeschlossen. Diese kam am 1. Januar 2009 zu Torgau.

## Sehenswürdigkeiten
- Dorfkirche, erste Radfahrerkirche Deutschlands

## Söhne und Töchter
- Karl Friedrich August von Seydewitz (1769–1816), königlich bayerischer Generalmajor